# یواس‌اس دلفین (اس‌پی-۸۷۴)
یواس‌اس دلفین (اس‌پی-۸۷۴) (به انگلیسی: USS Dolphin (SP-874)) یک کشتی بود که طول آن ۴۰ فوت (۱۲ متر) بود. این کشتی در سال ۱۹۱۱ ساخته شد.